# عبد الله بن إبراهيم السبيعي
عبد الله بن إبراهيم السبيعي (1921 - 27 مايو 2021) هو رجل أعمال سعودي، وشخصية اقتصاديّة وفاعل خير ومؤسس شركة عبد الله إبراهيم محمد السبيعي (إيمز) القابضة والتي تملك وتدير مشاريع متنوّعة من الاستثمارات في قطاعات مختلفة كالقطاع العقاري، والصناعي، والتعليمي، وقطاع التجزئة، والفندقة، وقطاع الاستثمارات المالية. ومؤسس مؤسسة عبدالله السبيعي الخيرية والتي تأسست في 29 يوليو 2002 ، حيث تُعد من أوائل المؤسسات السعودية الخيرية المانحة التي أسهمت في تطوير العمل الخيري السعودي وحوكمته.

## عن حياته
ولد عام 1921 في مدينة عنيزة وفي عام 1923 توفي والده في المدينة المنورة وكان عمره آنذاك لا يتجاوز السنتان. كان والدهم كثير التنقل بين مكة المكرمة والمدينة المنورة سعياً إلى طلب الرزق، حيث كان الفقر يضرب أطنابه على معظم سكان الجزيرة العربية، وكان أهل نجد يغادرون مناطقهم إلى الحجاز والشام والهند للتجارة والبحث المضنى عن لقمة العيش، ومع تراكم الظروف القاسية انتقل شقيقه الأكبر محمد للبحث عن عمل فقرر التوجه إلى مكة المكرمة، حيث بدأ الشيخ عبد الله عندما ناهز السادسة من العمر تعليمه الأولي في مدينة عنيزة، فدرس الخط والإنشاء وعلوم الحساب، فحرص على إكمال تعليم والتحق بمدرسة الشيخ الحلواني الشهيرة، بالإضافة لحضور دروس العلماء في الحرم المكي الشريف.
وأثناء تعلمه بدأ حياته التجارية التي كانت البداية بأن افتتح أول محل له شريكا مع أحد تجار مكة في محل صغير لبيع الأقمشة بسوق الجودرية. وبعد فترة بسيطة شارك الشيخ/ عبد الله أخيه الشيخ/ محمد بالتجارة وكانت الانطلاقة، حيث اكتسب الشيخان من خلال إقامتهما في الحجاز وفي مكة المكرمة ومن خلال التعامل مع الحجاج والمعتمرين أفقاً واسعاً واطلاعاً كبيراً على ثقافات الشعوب وطباعها وكثيراً من عاداتها.
في عام 1933 أسس الأخوان (شركة محمد وعبد الله إبراهيم السبيعي)، ثم توسعت تجارتهما بعد أن انتقلت إلى جدة لتشمل أنشطة متعددة مثل الصرافة والعقار والمواد الغذائية والمقاولات وتجارة المواشي والأقمشة. نمت تجارتهما وأصبح النشاط العقاري والنشاط الصيرفي هما النشاطان الرئيسان للمجموعة، واستمر عملهم في الصرافة إلى أن تم إنشاء أحد أحدث البنوك السعودية اليوم وهو بنك البلاد ليصبحا من أكبر مؤسسي البنك.
في عام 2010م قرر الشيخان محمد وعبد الله تقاسم استثماراتهم وثروتهم بعد شراكة دامت أكثر من 78 عاماً، تم تأسيس شركة عبد الله إبراهيم محمد السبيعي (إيمز) القابضة والتي تملك وتدير حقيبة متنوّعة من الاستثمارات في قطاعات مختلفة كالقطاع العقاري، والصناعي، والتعليمي، وقطاع التجزئة، والفندقة، وقطاع الاستثمارات المالية.

## وفاته
توفي في يوم 15 شوال 1442 هـ الموافق 27 مايو 2021م عن عمر يناهز 100 عام. في جدة 